# Ібадан
Ібадан — місто на південному заході Нігерії. Адміністративний центр штату Ойо. Третє за населенням місто країни після Лагоса та Кано. Населення міста — 2 550 593 особи.
Більшість населення становить народ йоруба.

## Економіка
Місто є великим центром торгівлі (маніока, какао, бавовна, деревина, каучук та пальмова олія). Основними галузями промисловості є переробка сільськогосподарської, борошномельної, шкіряної продукцій. В околицях міста розташовані молочна ферма та кілька скотобійнь.
Місто розташоване на не функціонуючій гілці залізниці Лагос — Кано.